# 엘 카사도르 (선박)

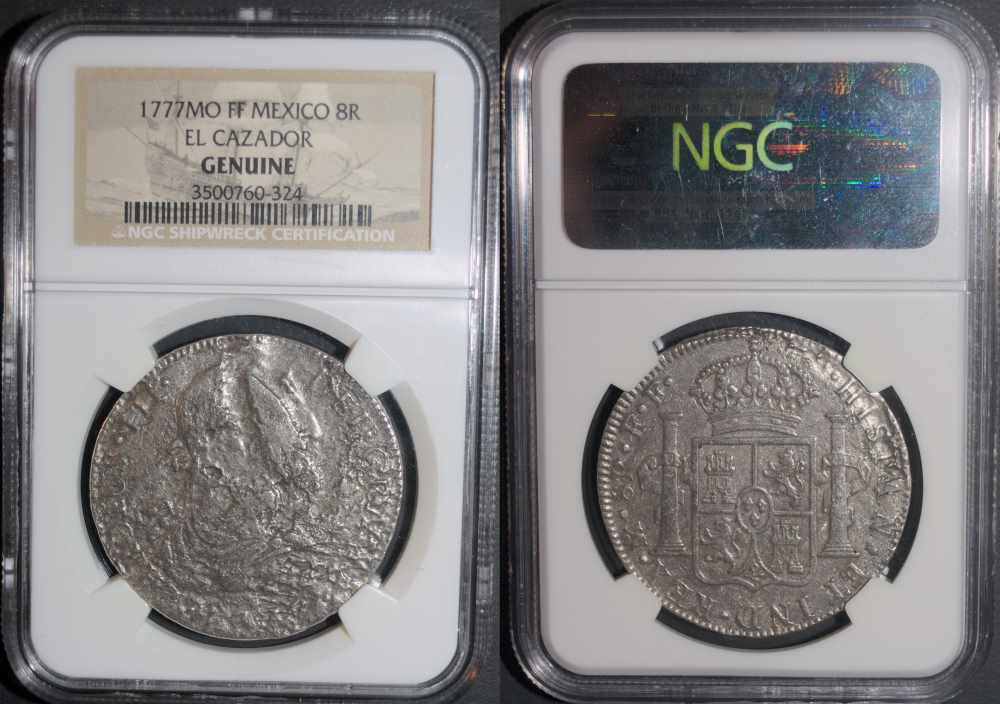
엘 카사도르에서 발견한 1777년 발행 스페인 달러

엘 카사도르(스페인어: El Cazador)는 1784년 초 멕시코만에서 가라앉은 스페인 제국의 브리그다.
1783년 10월 20일 스페인 국왕 카를로스 3세는 스페인령 루이지애나에 경화(硬貨)를 공급해 경제를 안정시키고자 엘 카사도르에 대부분을 스페인 달러로 채운 약 45만 스페인 레알을 싣고 누에바에스파냐의 베라크루스로 보냈고 선장으로는 카를로스 3세의 신임을 받았던 가브리엘 데 캄포스 이 피네다를 임명했다. 1784년 1월 11일 누에바에스파냐로 가는 관문인 뉴올리언스를 향해 출항했으나 그 뒤로 실종됐다. 스페인 제국은 엘 카사도르를 찾는 데 실패했고 1784년 6월에 해상 실종으로 공식 처리했다.
1993년 8월 2일 뉴올리언스에서 남쪽으로 약 80km 떨어진 멕시코만에서 어업 활동을 하고 있던 저인망 어선 미스테이크 호(Mistake)의 그물에 1783년 멕시코시티의 조폐창에서 발행한 은화들이 걸리며 엘 카사도르가 가라앉은 곳이 밝혀졌다. 엘 카사도르에서 건져올린 보물들은 미국 앨라배마주 그랜드베이의 그랜드베이 주립 은행의 금고에 보관돼 있다가 2004년 12월부터 미국의 주화 매매업체인 스카스데일 코인의 대표 조너선 레너가 감별에 나섰고, 2005년 2월 감별을 마쳤다. 현재는 미국의 프랭클린 민트에서 관리하고 있다.

## 같이 보기
- 스페인 달러